# Guilty Pleasures
Guilty Pleasures é um álbum da cantora e atriz americana Barbra Streisand, lançado em Setembro de 2005. Na Irlanda e no Reino Unido foi intitulado como "Guilty Too". Uma edição especial, em DualDisc, incluía no lado do DVD todas as 11 músicas em PCM Stereo, uma entrevista exclusiva com Barbra Streisand e Barry Gibb e videoclipes das músicas "Above The Law" (Dueto com Barry Gibb), "Hideaway", "Stranger In A Strange Land" e "Letting Go".
O álbum é uma sequência do bem sucedido Guilty, de 1980, cuja produção e composição foram feitas majoritariamente por Barry Gibb e seus companheiros do grupo Bee Gees. As vendas desse lançamento atingiram as 15 milhões de cópias mundialmente, o que o torna a maior vendagem do catálogo discográfico de Streisand.
As gravações ocorreram no início de 2005, no estúdio de Barry Gibb em Miami e no Sony Pictures Studio, em Culver City, na Califórnia. No repertório há uma versão do clássico dos Bee Gees "(Our love) Don't Throw It All Away", música que foi gravada em 1978, por Andy Gibb, o caçula dos irmãos famosos.
Para promovê-lo dois singles foram lançados. O primeiro, "Stranger in a Strange Land" (cujo lançamento ocorreu em setembro de 2005), teve o videoclipe disponibilizados inicialmente no site Amazon. Atingiu a posição de número 39 na parada de Adult Contemporary, da revista Billboard. O segundo single, "Night of My Life", atingiu a nona e a segunda posição nas paradas: Hot Dance Singles Sales e Dance Music/Club Play Singles, respectivamente.
As resenhas da crítica especializada em música foram favoráveis. Stephen Thomas Erlewine, do site AllMusic, avaliou com quatro estrelas de cinco e escreveu que ao invés de "soar como o trabalho de uma dupla presa no passado, Guilty Pleasures soa como se Gibb tivesse construído um conjunto de 11 músicas que tocam seus pontos fortes como artesão pop e os pontos fortes de Streisand como intérprete". Ele o definiu como "um dos melhores discos pop mainstream de Barbra". Stephen Holden, do jornal The New York Times, afirmou que se "existe felicidade hipoglicêmica no pop, ela pode ser encontrada em Guilty Pleasures". O definiu como  "uma coleção exuberante e celestialmente orientada" e que em relação a performance de Streisand "apresenta os aspectos mais suaves e sedutores de sua voz".
Comercialmente obteve êxito. Nos Estados Unidos atingiu a posição de número 5 na Billboard 200 e foi reconhecido pela Recording Industry Association of America com um disco de ouro, por mais de 500 mil cópias vendidas, mantendo o recorde de Streisand como a artista feminina com mais discos de ouro e platina e a segunda artista no geral, atrás apenas de Elvis Presley.

## Lista de faixas
Créditos adaptados do site AllMusic.
| N.º | Título                                                  | Compositor(es)                        | Duração |  |
| 1.  | "Come Tomorrow" with Barry Gibb" (dueto com Barry Gibb) | Ashley Gibb, Barry Gibb, Stephen Gibb | 5:01    |  |
| 2.  | "Stranger in a Strange Land"                            | A. Gibb, B. Gibb, Stephen Gibb        | 4:50    |  |
| 3.  | "Hideaway"                                              | A. Gibb, B. Gibb                      | 4:14    |  |
| 4.  | "It's Up to You"                                        | A. Gibb, B. Gibb                      | 3:32    |  |
| 5.  | "Night of My Life"                                      | A. Gibb, B. Gibb                      | 4:01    |  |
| 6.  | "Above the Law" (dueto com Barry Gibb)                  | A. Gibb, B. Gibb, S. Gibb, Streisand  | 4:27    |  |
| 7.  | "Without Your Love"                                     | A. Gibb, B. Gibb                      | 3:48    |  |
| 8.  | "All the Children"                                      | A. Gibb, B. Gibb, S. Gibb             | 5:14    |  |
| 9.  | "Golden Dawn"                                           | A. Gibb, B. Gibb, S. Gibb             | 4:40    |  |

## Tabelas
| Tabela musical (2005)                 | Melhor posição |
| ------------------------------------- | -------------- |
| Austrália (ARIA)                      | 22             |
| Áustria (Ö3 Austria Top 40)           | 20             |
| Bélgica (Ultratop Flandres)           | 12             |
| Bélgica (Ultratop Valônia)            | 23             |
| Canadá (Billboard)                    | 9              |
| Dinamarca (Hitlisten)                 | 30             |
| Países Baixos (Dutch Charts)          | 6              |
| França (SNEP)                         | 59             |
| Alemanha (Offizielle Deutsche Charts) | 31             |
| Greek Albums Chart                    | 15             |
| Irish Albums Chart                    | 13             |
| Itália (FIMI)                         | 34             |
| Nova Zelândia (RMNZ)                  | 12             |
| Norwegian Albums (VG-lista)           | 29             |
| Espanha (PROMUSICAE)                  | 21             |
| Suécia (Sverigetopplistan)            | 13             |
| Suíça (Schweizer Hitparade)           | 51             |
| Reino Unido (UK Albums Chart)         | 3              |
| Estados Unidos (Billboard 200)        | 5              |

| Tabela musical (2005) | Posição |
| --------------------- | ------- |
| UK Albums (OCC)       | 46      |

## Certificações e vendas
| País                  | Certificação | Vendas  |
| --------------------- | ------------ | ------- |
| Canadá (Music Canada) | Ouro         | 50,000  |
| Estados Unidos (RIAA) | Ouro         | 509,000 |
| Irlanda (IRMA)        | Platina      | 15,000  |
| Nova Zelândia (RMNZ)  | Ouro         | 7,500   |
| Reino Unido (BPI)     | Platina      | 300,000 |